# Tarzan and the Huntress
Tarzan and the Huntress is een Amerikaanse avonturenfilm uit 1947, gedistribueerd door RKO Radio Pictures en onder regie van Kurt Neumann. Het is de elfde Tarzan-film met Johnny Weissmuller in de hoofdrol.

## Verhaal
Vanwege een gebrek aan dieren in Amerikaanse dierentuinen als gevolg van de Tweede Wereldoorlog, krijgt een jager genaamd Tanya Rawlins toestemming van Koning Farrod om van elk dier een mannetje en een vrouwtje te vangen op zijn land. Ze wordt vergezeld door Paul Weir, haar sponsor, die in werkelijkheid snode plannen heeft. Hij spant samen met Oziri, de neef van Farrod, om Farrod uit de weg te ruimen zodat Oziri koning kan worden. In ruil daarvoor mag Weir meer dieren vangen dan waar hij nu toestemming voor heeft. Het plan slaagt, en Farrod wordt vermoord.
Ondertussen ruilt Boy twee leeuwenwelpen met Tanya tegen een flitslicht. Wanneer Tarzan dit ontdekt, laat hij de ruil terugdraaien. Vervolgens begint hij de jagers tegen te werken. Al snel vindt hij Farrod’s zoon, prins Suli. Tarzan helpt hem om Oziri te verslaan zodat Suli koning wordt.

## Rolverdeling
| Acteur             | Personage   |
| ------------------ | ----------- |
| Johnny Weissmuller | Tarzan      |
| Brenda Joyce       | Jane        |
| Johnny Sheffield   | Boy         |
| John Warburton     | Carl Marley |